# Romano Puppo
Romano Puppo (* 25. März 1933 in Triest; † 11. Mai 1994 ebenda) war ein italienischer Schauspieler, der vor allem für seine Darstellung in Italo-Western Bekanntheit erlangte.

## Leben
Puppo, von athletischer Figur und beinahe zwei Meter groß, begann – nach einem ersten Auftritt 1961 – Mitte der 1960er Jahre als Kleindarsteller und Stuntman vor allem für Spaghettiwestern. Seine Rollen waren meist auf der anderen Seite des Gesetzes angesiedelt und legten ihn auf gemeine Schurken und Helfer des Chefs fest; besonders häufig arbeitete er mit Enzo Girolami zusammen. Nach Abebben der Westernwelle war er vor allem in Kriminal- und Actionfilmen zu sehen. In späteren Jahren spielte er aber auch komödiantische Parts z. B. neben Paolo Villaggio. Puppo starb bei einem Motorradunfall.

## Filmografie (Auswahl)
- 1966: Die Trampler (Gli uomini dal passo pesante)
- 1967: Blaue Bohnen für ein Halleluja (Little Rita nel west)
- 1967: Der Gehetzte der Sierra Madre (La resa dei conti)
- 1967: Die letzte Rechnung zahlst du selbst (Al di là della legge)
- 1968: Himmelfahrtskommando El Alamein (Commandos)
- 1968: Sein Wechselgeld ist Blei (I giorni delle violenza)
- 1969: Hügel der blutigen Stiefel (La collina degli stivali)
- 1969: Sabata (Ehi amico… c'è Sabata, hai chiuso!)
- 1970: Adios, Sabata (Indio Black, sai che ti dico: Sei un gran figlio di…)
- 1970: Django – Die Nacht der langen Messer (Ciakmull)
- 1971: Knie nieder und friß Staub (Anda muchacho, spara!)
- 1971: Uccidi Django… uccidi per primo!!!
- 1972: Ein achtbarer Mann (Un uomo da rispettare)
- 1972: Das Lied von Mord und Totschlag (Los amigos)
- 1973: Crow (…E il terzo giorno arriva il Corvo)
- 1973: Vier Teufelskerle (Campa carogna… la taglia cresce)
- 1974: Ein Mann schlägt zurück (Il cittadino si ribella)
- 1974: Mörder-Roulette (El clan de los inmorales)
- 1975: Africa Express
- 1975: Stetson – Drei Halunken erster Klasse (Il bianco, il giallo, il nero)
- 1975: Zwiebel-Jack räumt auf (Cipolla colt)
- 1976: Abrechnung in San Franzisko (Gli esecutori)
- 1976: Racket (Il grande racket)
- 1977: Gangbuster (L'avvocato della mala)
- 1977: Der Mann aus Virginia (California)
- 1977: Dealer Connection – Die Straße des Heroins (La via della droga)
- 1978: Agenten kennen keine Tränen (A chi tocca, tocca…!)
- 1978: Amore, piombo e furore
- 1979: Die heilige Bestie der Kumas (Il fiume del grande caimano)
- 1980: Das Syndikat des Grauens (Luca il contrabbandiere)
- 1980: Tag der Kobra (Il giorno del Cobra)
- 1981: The Last Jaws – Der weiße Killer (L'ultimo squalo)
- 1982: Das Mädchen von Triest (La ragazza di Trieste)
- 1983: The Riffs II - Flucht aus der Bronx (Fuga dal Bronx)
- 1985: Joan Lui (Joan Lui – ma un giorno nel paese arrivo io di lunedì)
- 1987: Das Geheimnis der Sahara (Il segreto del Sahara) (Miniserie)
- 1988: Der Commander
- 1991: Michelangelo – Genie und Leidenschaft (A Season of Giants) (Miniserie)